# Jacques Étienne Caumartin
Pour les articles homonymes, voir Caumartin.
Jacques Étienne Caumartin est un industriel et orateur français, né le 17 novembre 1769 à Chalon-sur-Saône, mort le 31 janvier 1825 à Montpellier.

## Biographie
Il était un riche maître de forges à Lacanche. Député de la Côte-d'Or de 1817 à 1823, il fut sous la Restauration un des plus fermes et des plus éloquents soutiens de la cause libérale.

## Sources
- « Jacques Étienne Caumartin », dans Adolphe Robert et Gaston Cougny, Dictionnaire des parlementaires français, Edgar Bourloton, 1889-1891 [détail de l’édition]

Cet article comprend des extraits du Dictionnaire Bouillet. Il est possible de supprimer cette indication, si le texte reflète le savoir actuel sur ce thème, si les sources sont citées, s'il satisfait aux exigences linguistiques actuelles et s'il ne contient pas de propos qui vont à l'encontre des règles de neutralité de Wikipédia.